# Tupac Katari Guerillahær
Tupac Katari Guerillahær (spansk: Ejército Guerrillero Túpac Katari, forkortet EGTK) var en venstreorienteret guerillabevægelse i Bolivia. Organisationens mål var at kæmpe for social lighed i Bolivia og blandt den oprindelige befolkning, herunder gennem brug af vold. Selvom bevægelsen tog afsæt i utilfredshed blandt Bolivias oprindelige befolkning, havde bevægelsen tilhængere og medlemmer af flere forskellige etniciteter. Organisationen har rødder tilbage til de personer, der blev trænet og inspireret af Che Guevara i 1960'erne. 
Organisationen gennemførte sit første voldelige angreb den 5. juli 1991, da den ødelagde en pylon ved et elværk i El Alto i Bolivia. De fleste af gruppens angreb har været tilsvarende mindre angreb på infrastruktur (elforsyning, rørledninger m.v.), der for størstedelens vedkommende er udført i Bolivia. En række af aktionerne bestod tillige i symbolske hængninger af dyr. 
Bevægelsens ledelse bestod af bl.a. Felipe Quispe og brødrene Raúl og Álvaro García Linera. Sidstnævnte blev i 2006 valgt til vicepræsident i Bolivia under landets præsident Evo Morales (2006-2019).
Gruppen tog sit navn efter Tupac Katari, en oprørsleder af aymarafolket, der i 1780-81 stod bag en af de store indianeropstande mod den spanske kolonimagt i Øvre Peru, der var beliggende omtrent hvor det nuværende Bolivia og Peru ligger. 
Gruppen led et væsentligt tilbageslag efter at bolivianske myndigheder i 1992 optrævlede det meste af organisationen og anholdt dens ledere. Organisationen har ikke siden 1993 spillet nogen væsentlig rolle i det bolivianske samfund. Bevægelsen for større indiansk indflydelse i det bolivianske samfund er videreføre gennem den radikale bevægelse CSUTCB ledet af Felipe Quispe og af Moviemento al Socialismo (MAS). 

## Eksterne links
- Beskrivelse af EGTK i tillæg til Che Guevaras Guerilla Warfare, Rowman & Littlefield Publishers, 2002 p. 328ff (engelsk)
- Guerrilla del ‘vice’. García Linera: “El EGTK tenía como opción crear el Estado aimara” (spansk)